# Weisweil
Weisweil este o localitate în districtul Emmendingen, landul Baden-Württemberg, Germania.

## Geografie

### Locație
Weisweil este situat la câțiva kilometri nord de Kaiserstuhl și la aproximativ 18 km nord-vest de orașul județean Emmendingen, în câmpia Rinului de Sus, la numeroasele brațe ale Altrhein. Rheinwälder și Auen din districtul Weisweil au fost declarate în 1998 pentru a păstra fostele zone inundabile, cu biodiversitatea lor, la rezervația naturală Wyhl - Weisweil. Zonele împădurite au devenit o pădure vrăjitoare, în care trebuie garantată și respectată dezvoltarea neinfluențată, spontană a pădurii sau Schonwald, în care dezvoltarea stocului trebuie promovată în pădurile mixte. Rezervația naturală se extinde în nord spre Canalul Leopold și se învecinează cu rezervația naturală Taubergießen.

### Comunitățile învecinate
La Weisweil, municipalitățile de frontieră Rheinhausen, Kenzingen, Forchheim și Wyhl (în sens orar de la nord la sud), toate situate în districtul Emmendingen. În vest, comunitatea se învecinează cu Rinul, care este granița cu Franța.
1. ↑  Alle politisch selbständigen Gemeinden mit ausgewählten Merkmalen am 31.12.2018 (4. Quartal) (în germană), Statistisches Bundesamt[*], arhivat din original la 10 martie 2019, accesat în 10 martie 2019